# Saropogon flavicinctus
Saropogon flavicinctus là một loài ruồi trong họ Asilidae. Saropogon flavicinctus được Wiedemann miêu tả năm 1820. Loài này phân bố ở vùng Cổ Bắc giới.